# Maqluba
Maqluba hay Maqlooba (tiếng Ả Rập: مقلوبة) là một món ăn truyền thống của Iraq, Liban, Palestine, Jordan, và Syria được phục vụ khắp nơi ở khu vực Levant. Nó bao gồm thịt, cơm và rau củ chiên được đặt trong một cái nồi được lộn ngược khi phục vụ, do đó có tên  maqluba, dịch theo nghĩa đen là "lộn ngược". Món ăn này đã có từ nhiều thế kỷ trước và được tìm thấy trong Kitab al-Tabikh, một bộ sưu tập các công thức nấu ăn từ thế kỷ 13.

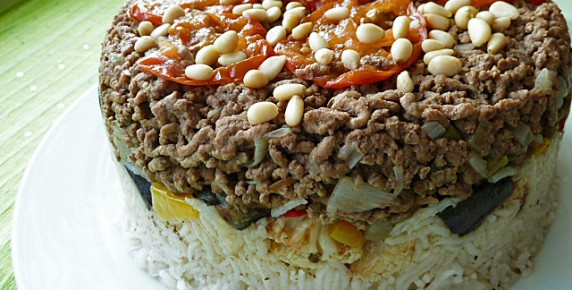
Maqluba lộn ngược thành từng lớp

## Nguyên liệu
Maqluba có thể bao gồm nhiều loại rau, chẳng hạn như cà chua chiên, khoai tây, súp lơ và cà tím, kèm theo thịt gà hoặc thịt cừu. Tuy nhiên, 2 loại rau phổ biến nhất là súp lơ và cà tím. Tất cả các nguyên liệu được xếp cẩn thận vào nồi theo từng lớp để khi úp nồi xuống để phục vụ, món ăn trông giống như một chiếc bánh nhiều lớp.
Maqluba thường được trang trí bằng hạt thông và rau mùi tây tươi cắt nhỏ. Nó đôi khi được phục vụ với salad và sữa chua tươi, và thường được chuẩn bị cho các bữa tiệc và các buổi họp mặt đông người.
Kể từ sau âm mưu đảo chính bất thành ở Thổ Nhĩ Kỳ, năm 2016, món ăn này được coi là "món ngon kiểu Gülen". Nó được đánh giá là bằng chứng mạnh mẽ về tư cách thành viên của Phong trào Gülen.